# Fahlanders återtåg

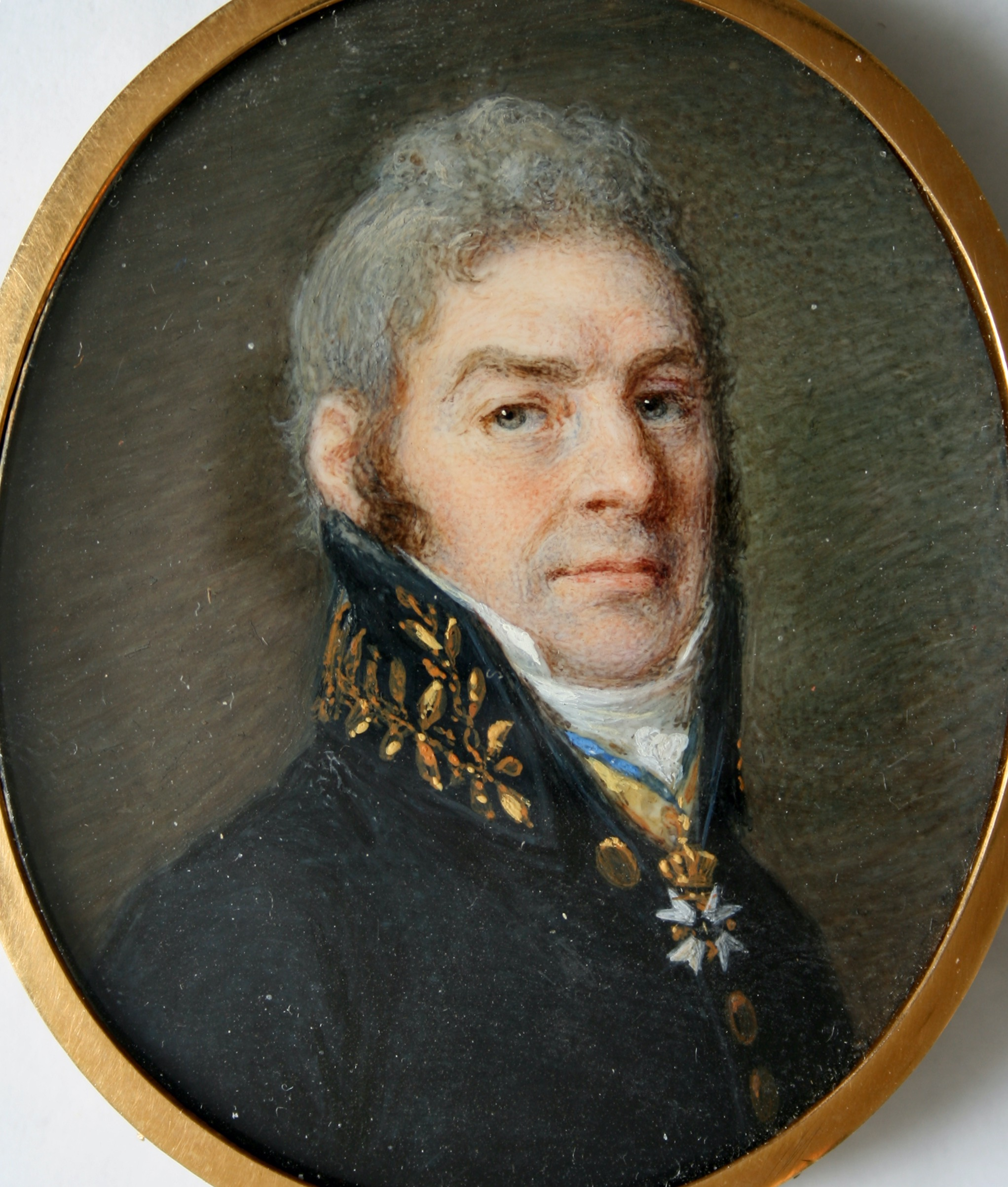
Gustaf Edelstam (Fahlander)

Fahlanders återtåg var ett återtåg ifrån Kivisalmi till Henriksnäs under finska kriget 1808–1809.

## Bakgrund
Efter segern i slaget vid Pulkkila inledde 5:e brigaden under befäl av Johan August Sandels en offensiv söderut och erövrade Kuopio. Kort därefter sändes 150 man under befäl av Gustaf Fahlander västerut och erövrade stora förråd i Koivisto. Där erhöll han strax 100 man under befäl av Georg August von Essen. Snart fick Fahlander dock kännedom om att 2000 ryssar blivit utsända längs vägen mellan Gamlakarleby och Jyväskylä, vilken passerade nära Koivisto. Därav retirerade han till passet vid Kivisalmi där det var lättare att föra ett försvar mot en fiende västerifrån. Ställningen var dock riskerad om en fiende kom österifrån, av vilken anledning en avdelning under Johan Otto Söderhjelm ställdes vid Suonenjoki, mellan Kuopio och Kivisalmi. När Sandels blev underrättad om Fahlanders riskerade ställning beordrade han honom att gå till Kutumäki. Innan Fahlander han framkomma till Kutumäki konfronterade dock Söderhjelm en rysk styrka där och drevs tillbaka. Därmed med var Fahlander avskuren från 5:e brigaden.

## Återtåget
Efter att avdelningen blivit blivit avskuren bestämde sig Fahlander för att återvända till Kivisalmi. Där förstörde avdelningen en bro och rodde sedan iväg norr över Konnevesi. För att hitta fungerade länsman Stenqvist som rådgivare och vägvisare vilket bevisades vara kritiskt för avdelnings återtåg. Vädret var hårt och det rådde stark vind men vid mörkrets inbrott nådde de till sist näset som delar Konnevesi från Iisvesi. Under större delen av natten arbetade avdelningen med att dra båtarna över näset men kunde till sist gå ombord och fortsätta färden söderut över Iisvesi. Kvällen den 15 juni nådde man till sist en vik norr on Suonenjoki. Man trodde att svenska trupper fortfarande besatt byn och marscherade in i skogen för att unna sig en välbehövlig vila. Dock visade det sig snart att ryska styrkor hade erövrat området efter att svenskarna retirerat från området. En stor förvirring angrep avdelningen och en man skadades i tumultet innan lugn och ordning kunde återställas. När man återvände till stranden för att retirera med båtarna hade ryska styrkor dock redan intagit stranden och båtbetäckningen hade behövt ro iväg. Det enda som återstod att göra var att vandra genom den täta ödemarken för att komma undan. Utan livsmedel marscherade avdelningen genom skog, mossar, kärr och snår, terräng i vilken ryssarna inte kunde ta sig igenom. Till sist unnade man sig en vila medan Fahlander, hans officerare och länsman Stenqvist överlade om vart man skulle marschera. Det bestämdes att avdelningen skulle gå norrut till Karttula för att där invänta order från Sandels om vart man sedan borde ta sig. Därefter fortfor återtåget för avdelningen och efter en mödosam marsch kunde man äntligen nå Karttula, dit båtarna också tagit sig. Efter att ha fått vatten och mat ankom dock order från Sandels att genast gå till Henriksnäs för att de inte skulle inte bli avskurna ifrån Kuopio. Därav marscherade man snabbt vidare österut och kunde återförenas med 5:e brigaden kvällen den 17 juni. Kort därefter lämnade 5:e brigaden Kuopio för Toivala där man stod i en stark ställning under resten av sommaren.